# Batalla de Katole
La batalla de Katole va ser un enfrontament militar entre les forces de l'Angola portuguesa i el regne de Matamba. La batalla va tenir lloc a Katole, a l'actual Angola. Va ser un dels majors compromisos militars a tot el món durant el segle xvii.

## Preludi a la batalla
El regne de Matamba, també conegut com el regne de Matamba i Ndongo, es troba en el que avui és l'est d'Angola. Va ser creat per la reina guerrera Nzinga a través de la seva conquesta del regne de 1631 a partir del seu vassall BaKongo. Al llarg del segle xvii, la reina Nzinga va lluitar contra la colònia portuguesa d'Angola per combatre el seu tron i protegir la seva gent, els ambundu, del comerç d'esclaus. Cap a 1657, la reina havia recuperat la seva capital tradicional i va acabar amb les guerres d'Angola a favor seu. Després de la seva mort el 1663, les aferrissades lluites per la successió en el regne es van convertir en guerra civil. La guerra no va acabar fins a 1680 quan Francisco Guterres Ngola Kannini, el nebot de Njinga, va derrotar a un dels seus ex comandants i es va convertir en rei.

## Casus Belli
En 1681 el rei Francisco va invadir el veí regne de Kasanje dels imbangala per posar el seu propi candidat al tro. Mentre era en campanya, va robar als pombeiros, els agents esclavistes afroportuguesos i va decapitar el governant del regne. Això va enutjar als portuguesos, que mai no s'havien mostrat còmodes amb un Matamba independent en primer lloc. Els portuguesos van enviar immediatament al vencedor de la batalla de Mbwila, Luís Lopes de Sequeira, per aixafar el regne d'una vegada per totes.

## Batalla
El 4 de setembre de 1681, Sequeira va arribar a Katole, que era només a tres dies de marxa des de la kabasa reial o palau. Va venir amb més de deu mil infantils i fins i tot un petit complement de cavalls (pràcticament desconegut en la guerra centreafricana). Va ser rebut per les forces del rei Francisco abans de l'alba. En el curs dels combats, tant Sequeira com Francisco van morir. Les forces de Matamba es van retirar, i els portuguesos van poder reclamar almenys una victòria tàctica mantenint la seva posició.

## Resums
Tot i haver pres el camp, que mai no havia estat un objectiu, les pèrdues portugueses van ser tals que van desistir la invasió de la capital de Matamba. Després d'acampar a Katole durant prop de trenta dies, els portuguesos i els seus aliats africans es van retirar a Mbaka sota el comandament de João António de Brito.